# Legends of War: Patton's Campaign
Legends of War: Patton's Campaign là một game chiến lược theo lượt do hãng phát triển Enigma Software Productions của Tây Ban Nha tạo ra vào năm 2010. Game dành cho các hệ máy PS3, Xbox 360, PC và PSP. Legends of War: Patton's Campaign, lấy bối cảnh trong Thế chiến II qua những chiến dịch của Tướng Patton nhằm chấm dứt ách thống trị của Đức Quốc xã. Legends of War: Patton's Campaign đã giành một giải thưởng tại VI Editions of Desarrollador_Es dành cho tựa "Game Portable Hay Nhất" năm 2011.

## Lối chơi
Người chơi sẽ hóa thân vào vai Tướng George S. Patton của quân đội Mỹ, trong những giai đoạn cuối của cuộc xung đột, từ cuộc đổ bộ Normandie, cho tới khi người Đức đầu hàng và kết thúc cuộc chiến tranh ở châu Âu. Người chơi có cơ hội thay đổi lịch sử và tiến quân đến Berlin trước cả quân đội Liên Xô.
Trò chơi bắt đầu một tháng sau cuộc đổ bộ Normandie, khi quyền chỉ huy Tập đoàn quân 3 Mỹ được giao lại cho Patton. Thông qua các chiến dịch khác nhau, người chơi sẽ bước chân dọc theo con đường lịch sử của Tập đoàn quân 3 dưới trướng Patton qua các chiến dịch đẫm máu trên chiến trường Tây Âu. Các chiến dịch của Patton tại châu Âu được chia thành bảy chiến dịch lớn, mỗi cái lần lượt chia thành 35 màn chơi riêng biệt trên 22 bản đồ với môi trường khác nhau.
Patton là nhân vật chính trong game, và ông cũng là một trong những người đại diện cho vai trò của người chơi trong chiến dịch. Đặc tính của Patton sẽ ảnh hưởng trực tiếp đến hiệu suất của binh sĩ trong các màn chơi. Ban đầu Patton có một số điểm cho mỗi thông số, do đó người chơi sẽ có thể gia tăng những điểm này sau mỗi màn. Người chơi có thể nâng cấp bảy loại đặc tính cụ thể gồm uy tín, khả năng tấn công, khả năng phòng thủ, khả năng chiến thuật, hậu cần, sự lôi cuốn và kinh nghiệm.

## Mục chơi
Legends of War: Patton's Campaign có hai chế độ chơi như sau:
• The Patton's Campaign: Người chơi điều khiển Tập đoàn quân 3 của Patton từ bãi biển nước Pháp cho đến thủ đô phát xít Đức. Thông qua các chiến dịch khác nhau, người chơi sẽ bước chân dọc theo con đường lịch sử của Tập đoàn quân 3 dưới trướng Patton qua các chiến dịch đẫm máu trên chiến trường Tây Âu.
• Multiplayer Mode (Hotseat): Cơ chế này sử dụng một hệ thống theo lượt cho phép hai người chơi chơi được game bằng cách sử dụng giao diện console tương tự, một người điều khiển quân Mỹ và người kia điều khiển quân Đức.